# Pionidae
Pionidae (лат.) — семейство тромбидиформных водяных клещей из надсемейства Hygrobatoidea (Parasitengona, Prostigmata). Более 340 видов.

## Описание
Микроскопического размера клещи (около 1 мм и менее; самки Najadicola ingens до 5 мм). Идиосома мягкая или склеротизированная, четыре чётко разделённые коксальные группы; задние аподимы передних коксальных групп короткие; шовная линия между Cx-III и Cx-IV неполная; Cx-IV крупная, постеромедиально округлая; Ac многочисленные (мелкие, с двумя парами крупных Ac между ними), есть или отсутствуют крупные крыловидные или языковидные генитальные пластинки; пальпы с немногочисленными, короткими волосками..
Генитальное поле с многочисленными ацетабулами (> 10 пар); либо IV-leg-4 самца вогнута с одной стороны с многочисленными шипиками, либо медианная поверхность P4 с шипиком на дистальном конце, а коксальные пластинки лишены хорошо развитых выступов, связанных с вставками ноги IV. Гнатосома имаго с нехелатными пальпами; голени длиннее genua. Хелицеры 2-сегментные.
Pionidae — большое и гетерогенное космополитическое семейство водяных клещей. Взрослых представителей этого семейства можно встретить плавающими в прудах и ручьях, в том числе во временных водоёмах, где некоторые виды, как было установлено, охотятся на мелких ракообразных. Личинки, если они известны, являются паразитами водных комаров. Встречаются в самых разных условиях обитания по всему миру. Pionidae включает семь подсемейств с большим количеством видов, обитающих в родниках, ручьях и стоячих водах по всему миру. Личинки пионид являются паразитами Chironomidae. Взрослые особи многих родов этого семейства проявляют заметный половой диморфизм, а у некоторых видов наблюдалось тщательное ухаживание, включающее копуляцию. Базальное подсемейство Huitfeldtiinae представлено обитающими в озёрах видами, принадлежащими к двум монотипическим родам — Huitfeldtia в северной Евразии и Северной Америке и Larri в Австралии. Другое древнее подсемейство, Tiphyinae, включает несколько видов Tiphys и Pionopsis из временных водоёмов и прудов в Евразии и Северной Америке, несколько видов Neotiphys из ручьёв в Северной Америке и один вид Pionides из водоёмов в Евразии, а также по два вида Acercella (пруды) и Australiotiphys (ручьи) в Австралии. Виды Tiphys и Fiona, обитающие во временных водоёмах, переживают сухой период летом, осенью и зимой в бассейне пруда в виде покоящихся протонимф, прикреплённых хелицерами личиночного экзоскелета в пазухах листьев влажных мхов.
Монотипическое подсемейство Hydrochoreutinae представлено несколькими видами Hydrochoreutes, встречающимися в бассейнах ручьёв и озёрах Северной Америки и Евразии, а Najadicolinae содержит только необычный вид Najadicola ingens Koenike, который является комменсалом в мантийной полости мидий в реках и озёрах на востоке Северной Америки и юго-востоке Евразии. Foreliinae — умеренно крупное подсемейство, включающее несколько видов в каждом из трёх широко распространённых голарктических родов, а именно Pionacercus в бассейнах и прудах, Pseudofeltria в источниках и Forelia в бассейнах ручьёв, прудах и озёрах.
Подсемейство Pioninae включает несколько видов Nautarachna из ручьёв и источников в Евразии и Северной Америке и множество видов рода Piona из самых разных мест обитания в стоячей воде по всему миру. В некоторых случаях представители этого рода обосновались на океанических островах, удалённых от региона их происхождения. Недавно открытый гавайский вид P. lapointei Smith and Cook имеет ближайших родственников, живущих в тропической Южной Америке. Дейтонимфы и взрослые особи нескольких видов Piona в основном обитают в пелагиали в прудах и озёрах, где они являются прожорливыми хищниками, в основном на планктонных ветвистоусых ракообразных (Cladocera). Например, в озере Мадден, Панама, представители P. limnetica Biesiadka потребляют ветвистоусых с достаточно высокой скоростью, чтобы снизить урожай их добычи на 50 % в неделю. Наконец, подсемейство Schminkeinae — это небольшая группа весьма характерных клещей, представляющих роды Schminkea и Twinforksella из интерстициальных местообитаний Новой Зеландии.

## Систематика
Включает более 340 видов. Семейство было впервые выделено в 1900 году норвежским акарологом Sigvart Thorkelsen (Sig Thor; 1856—1937). Классификация семейства и входящих в него подсемейств была нестабильной (Harvey 1998). Концепция семейства, используемая здесь, соответствует концепции Walter et al. 2009 с дополнениями.
- Acercella Lundblad, 1941 — 3 (Tiphyinae)[16]
- Australotiphys Cook, 1986 — 3 (Tiphyinae)[17]
- Forelia Halller, 1882 — более 20 (Foreliinae)[18]
- ?Freemania Halbert, 1944 — 1
- Gereckea Smith & Cook, 2009 (Huitfeldtiinae)[19]
- Huitfeldtia Thor, 1898 — 1 (Huitfeldtiinae)
- Hydrochoreutes C.L.Koch, 1837 — 15 (Tiphyinae)
- Larri Harvey, 1996 — 1 (Huitfeldtiinae)[13]
- Najadicola Piersig, 1897 — 2 (Najadicolinae)[20][2]
- Nautarachna Moniez, 1888 — 5 (Nautarachninae)[21]
- Neotiphys Habeeb, 1957 — 1
- Piona C.L.Koch, 1842 — более 100 (Pioninae)[22]
- Pionacercopsis K.Viets, 1926 (Foreliinae)
- Pionacercus Piersig, 1894 — 11 (Tiphyinae)
- Pionella Viets, 1937 — 1
- Pionopsis Piersig, 1894 — 7 (Tiphyinae)
- Pseudofeltria Soar, 1904 — 7 (Foreliinae)[23]
- Schminkea Schwoerbel, 1984 (Schminkeinae)[24]
- Tiphys C.L.Koch, 1836 — более 20 (Tiphyinae)
  - Acercopsis K.Viets, 1926
  - Pionides Thor, 1901
- Twinforksella Cook, 1992 (Schminkeinae)[25]

Исключённые таксоны
- Wettina Piersig, 1892 (→ Wettinidae)

## Распространение
Встречаются повсеместно.